# مطبخ حلبي
المطبخ الحلبي هو مجموعة أكلات تشتهر بها مدينة حلب نتيجة لموقعها الجغرافي وتنوع منتجاتها الزراعية. المطبخ الحلبي عريق ومعروف بسبب تفنن أهل المدينة بصنع أطعمة لذيذة ودسمة من أشهرها الكبّة والمحاشي. يعرف عن الحلبيين اهتمامهم بالطبخ حتى أصبحت مدينتهم مضربا للمثل، فانتشر المثل الشعبي المعروف: «حلب أم المحاشي والكبب».
يستعمل المطبخ الحلبي بشكل أساسي اللحم (وبخاصة الضأن) والسمن الحيواني والتوابل وزيت الزيتون والبرغل والفريكة.

## الكبة الحلبية

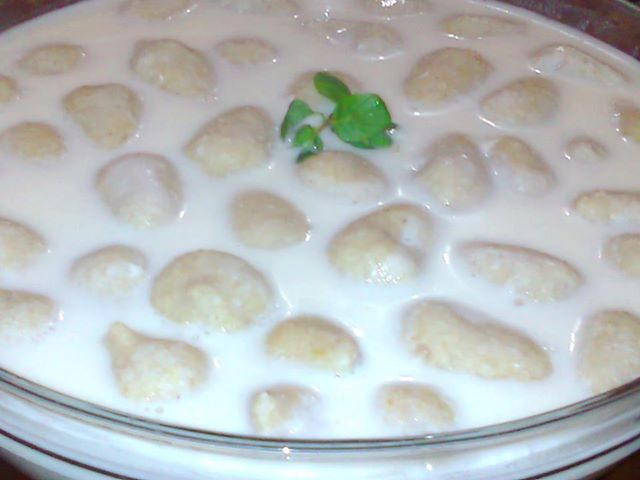
كبة لبنية

تتألف الكبة الحلبية بشكل أساسي من مادة البرغل الناعم بأحد نوعيه الأبيض أو الأحمر، ولحم الضأن البلدي، ويتم عركها باليد، وكان يتم ضربه بالجرن الحجري أو النحاسي مع أداة الضرب المسماة الهاون (وقد أصبحت حالياً من الأدوات التراثية، حيث استبدلت فيما بعد بآلة الطحن اليدوية ومن ثم الكهربائية التي دخلت بقوة إلى المطبخ الحلبي لإراحة المرأة في المنزل والمطبخ من العمل اليدوي)، كما تضاف المكسرات للكِبّة وبخاصة الفستق الحلبي والجوز البلدي والصنوبر واللوز.

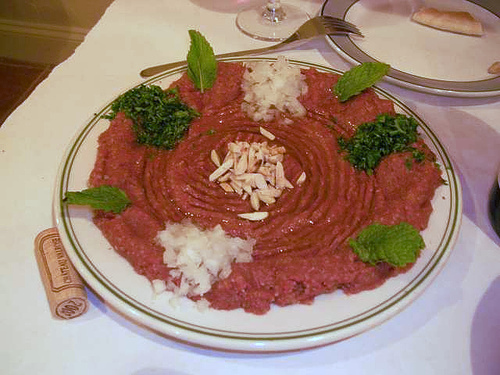
الكبة النيئة

وقد تفنن الحلبيون في تصنيع الكبّة وتنويع مائدتها، وقد أحصى بعض المهتمين بالمطبخ الحلبي عدد أنواع الكبة الحلبية بحوالي 90 نوعاً تصنع بطرق وأساليب مختلفة، ومن أنواعها:

### الكِبّة النيئة بالصينية
تصنع من البرغل ولحم الغنم فقط، بحيث تمزج ويعرك البرغل واللحم الأحمر الخالي من الدهن والليّة جيداً ويوضع في الصحن بشكل فني مع إضافة الكعك الهش والتوابل والمكسرات ـ حسب تفنن الطاهي بذلك ورغبة الزبون الذي يطلبه لمائدته في المطعم. وهناك أيضاً «الكبة الحميس»، المقلية بالزيت التي تصنع بشكل فني، بحيث يتم تصنيع الكِبّة على شكل أكواز أو كرابيج يطلق الحلبيون عليها الدرويشية، ويتم حشوها باللحم المحمص بالبصل والجوز أو الصنوبر، وتقدم بأحجام مختلفة، حيث هناك الكبيرة الحجم التي تكون طبقة البرغل فيها رقيقة وحشوة اللحم فيها كبيرة أو العكس طبقة البرغل كبيرة والحشوة قليلة.
تقدم في المطاعم أو تباع بأطباق خاصة لمن يرغب بتناولها في منزله. وعادة تصنع على شكل أقراص كبيرة وتحشى باللحم المخلوط بالدهن والشطة والجوز البلدي والرمّان الحب أو دبس الرمّان وتطلى قبل شويها بطبقة من شحمة الخروف لإعطائها نكهة لذيذة ولمعانا براقا وحتى لا تكون جافة بحيث يصعب هضمها، وبعد ذلك يتم شويها على نار هادئة ويفضل الكثيرون تناولها مشوية على الفحم، حيث تأخذ شكلاً جميلاً وطعماً لذيذاً بخلاف تلك المشوية على أجهزة الشواء الكهربائية أو تلك التي تعمل على الغاز وتقدم الكبة المشوية كمقبلات أيضاً.

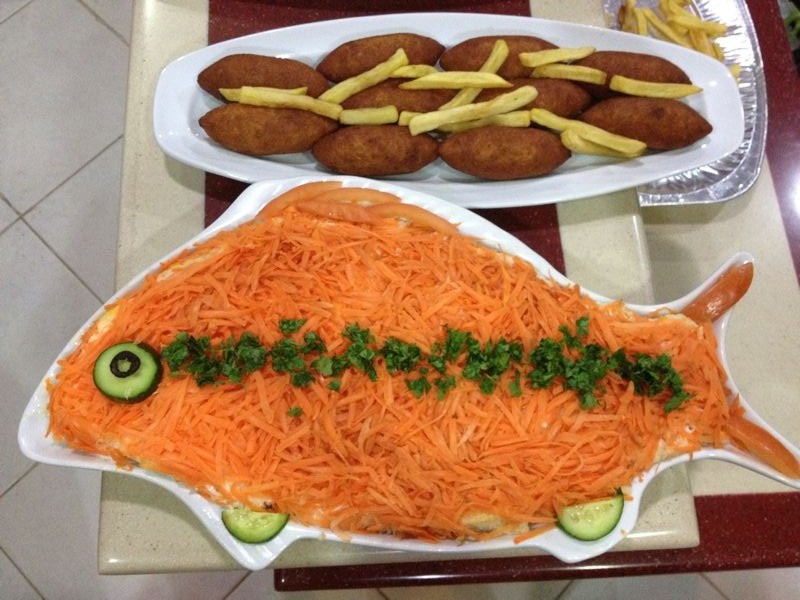
الكِبّة المقلية

### الكِبّة بالسفرجلية
من أشهر أنواع الكِبّة المعروفة في حلب التي تعتبر غذاء متكاملا ويقدم مع وجبات أخرى كالرز المطبوخ أو المناسف أو وحده فقط، هناك «الكِبّة السفرجلية»، التي تطبخ مع فاكهة السفرجل بعد تقطيعها وسلقها مع اللحم الضأن مع عصير الرمان ودبس الرمان وتوضع مع أكواز (كرابيج) الكبّة في ماء البندورة، وتغلى على النار حتى تطهى بشكل جيد ويلين تماماً السفرجل ليؤكل مع أكواز الكبّة.

### الكِبّة باللبنية
تغلى مع اللبن الرائب بعد مزجه بالماء حتى يصبح سائلاً وتطهى أكواز (كرابيج) الكِبّة الخالية من حشوة اللحم باللبن المقدد وتقدم ساخنة على مائدة الطعام مع صحن رز أبيض سادة مطبوخ.

### الكِبّة بالصينية
يتم مدّ الكبة في صينية كبيرة ووضعها في الفرن حتى تطهى جيداً ومن ثم يقوم الطبّأخ بتقطيعها بشكل فني جذاب يشبه التفنن بعرض الحلويات السورية، وتقدم بالصينية كما هي على مائدة الطعام.

### الكِبّة الصاجية
وتصنع على شكل طبق واحد دائري كبير من اللحم والبرغل وتشوى على الصاج. وهناك «الكِبّة المبرومة»، التي تصنع مع اللوز وتشوى بالفرن وتقدم مع صحن شوربة «حساء» العدس.

### الكِبّة المقلية أو كبة الدراويش
تصنع من عجينة الكبة (البرغل مع لحم الضأن) وتسمى أحيانا كبة دراويش وشكل الدرويش عبارة عن اسطوانة مفرغة مسدودة من الطرفين وتحشى باللحمواللوز وأحيانا يضاف بعض الرمان الحامض لها وتقلى بالزيت الذي يغمرها وأحيانا يترك درويش واحد فقط بلا حشوة اللحم ويتندر الأهالي بأن الذي سيأكل الدرويش الفارغ سوف يذهب إلى الحج أو يتزوج إن كان عازبا وهكذا.

### الكِبّة المبرومة
تصنع من عجينة الكبة (البرغل مع لحم الضأن) وتحشى باللوز أو الفستق وتشوى بالفرن. سميت كذلك لتشابه شكلها مع المبرومة التي تعتبر إحدى أهم الحلويات الشرقية.

### الكِبّة سوار الست
تصنع من عجينة الكبة أيضا (البرغل مع لحم الضأن) على شكل أقراص ذات حفرة في الوسط ويوضع الفستق في وسطها وتشوى بالفرن. سميت كذلك لتشابه شكلها مع سوار الست من الحلويات التي تعتبر من الحلويات الشرقية المنتشرة.

### الكِبّة مع البطاطا
تطهى من دون لحم، حيث يستبدل اللحم بالبطاطا المسلوقة وهذا النوع يفضله النباتيون الذين لا يأكلون لحوماً حمراء أو بيضاء، كما يفضله الفقراء الذين لا يمتلكون ثمن لحم الغنم البلدي، خاصة مع ارتفاع ثمن الكيلوغرام منها وحاجة تحضير الكِبّة بمختلف أنواعها إلى كميات كبيرة من لحم الضأن.

### الكِبّة الكرزية
تطهى مع ثمار الكرز واللحم الضأن.

### الكِبّة بالسمّاقية
الكبة الحلبية مع السماق التي تطهى مع نبات السماق.

### الكِبّة المحشية
مصنعة على شكل كرات أو أصابع.

### الكِبّة المشوية على السيخ (الكبابة)
وتكون فيها نسبة اللحم أكثر بشكل واضح من البرغل ومعروف ان حلب تشتهر بالمشويات المختلفة.

### الكِبّة الكيمشون (كبة قصابية)
وتحضر من اللحم الهبر المدقوق باليد لدى القصاب، ويضاف إليها البرغل وتشوى بالفرن لتقدم بأشكال بسيطة، كرات أو أكواز صغيرة.

## المحاشي
ومن أنواعه:

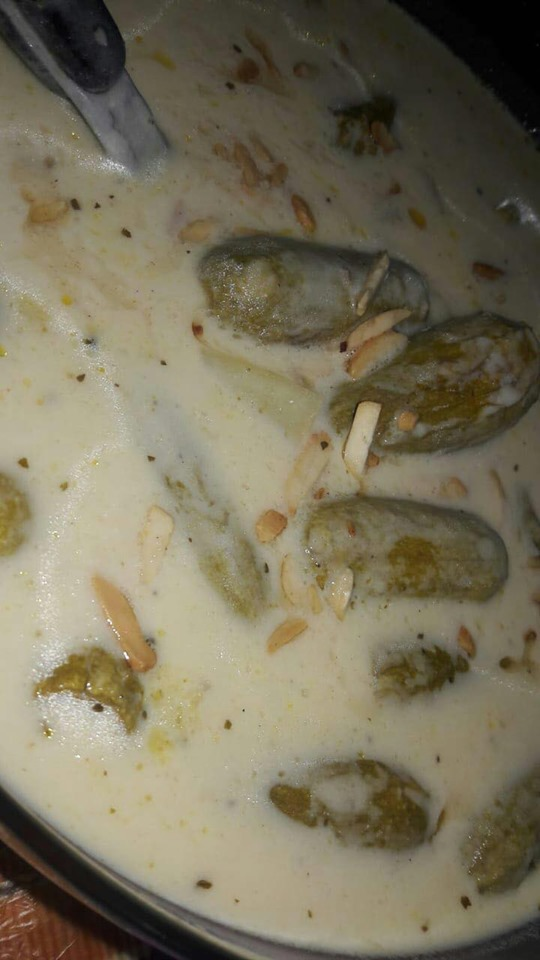
شيخ المحشي

- محشي الكوسا: يحشى الكوسا بخلطة الأرز أو الأرز مع اللحم ومن ثم يغطس في اللبن أو مرقة البندورة.
- محشي الباذنجان (يسمى البانجان في حلب): يحشى الباذنجان بخلطة الأرز أو الأرز مع اللحم ومن ثم يغطس في اللبن أو مرقة البندورة.
- محشي القرع: يحشى القرع بخلطة الأرز أو الأرز مع اللحم أو قطع البندورة والفليفلة ومن ثم يغطس في اللبن أو مرقة البندورة.
- محشي البطاطا

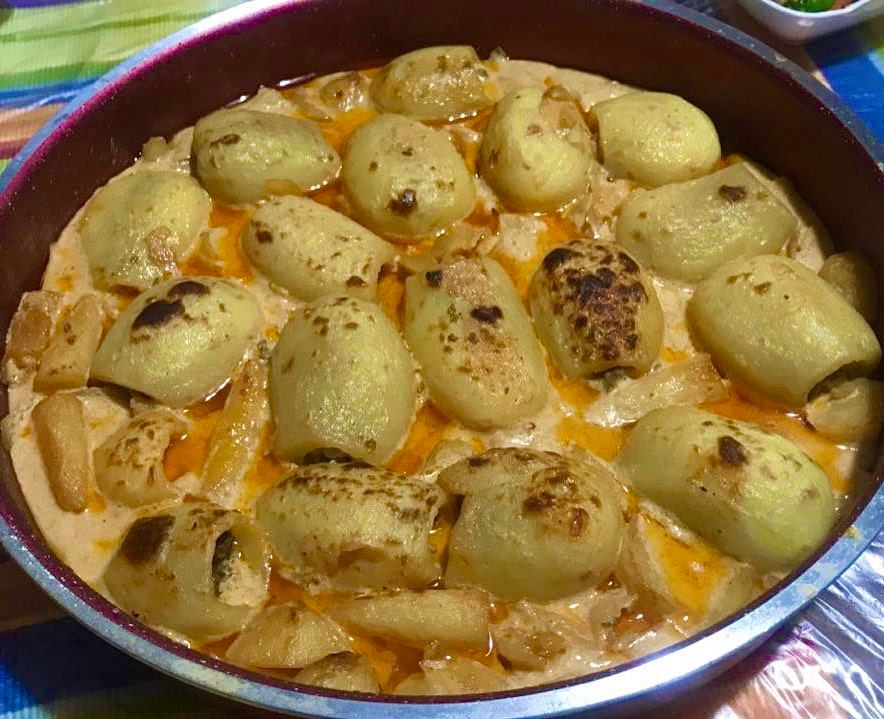
محشي البطاطا

- محشي الفليفلة: تحشى الفليفلة (الحلوة أو الحارة حسب الرغبة) بخلطة الأرز أو الأرز مع اللحم ومن ثم تغطس في اللبن أو مرقة البندورة.
- محشي الجزر: يتم حشو الجزر بخلطة الأرز أو الأرز مع اللحم أو قطع البندورة والفليفلة ومن ثم تغطس في اللبن أو مرقة البندورة.
- محشي البطاطا: تقلى البطاطا ومن ثم تحشى  باللحم أو أي حشوة (حسب الرغبة) وتغطس في اللبن والزيت.
- محشي البندورة (الطماطم): تحشى البندورة بخلطة الأرز أو الأرز مع اللحم أو قطع البندورة والفليفلة أو اللحم المفروم المبهر ومن ثم يغطس في اللبن أو مرقة البندورة.
- محشي العجّور: يحشى العجور بخلطة الأرز أو الأرز مع اللحم أو قطع البندورة والفلفل أو اللحم المفروم المبهر ومن ثم يغمر في اللبن أو مرقة البندورة.
- محشي الخيار: يحشى الخيار بخلطة الأرز أو الأرز مع اللحم أو قطع البندورة والفليفلة ومن ثم يغطس في اللبن أو مرقة البندورة.
- شيخ المحشي: يحشى الكوسا أو الباذنجان باللحم المفروم ويغطس في اللبن.
- كوسا باللبن: يحشى الكوسا بخلطة الأرز ويغطس في اللبن (تختلف هنا بأنها باللبن والأرز فقط).
- محشي الجزر الأسود: يحشى الجزر الأسود بخلطة الأرز أو الأرز مع اللحم أو قطع البندورة والفليفلة ومن ثم يغطس في اللبن أو مرقة البندورة.
- محشي القبوات (أمعاء الخروف): تحشى أمعاء الخروف بالأرز واللحم والحمص ومن ثم تطبخ جيدا مع المرقة.
- محشي الكرشات (معدة الخروف) (وتسمى قشة وقبوات عندما تضم المعدة والقبوات): تحشى الكرشات بالأرز واللحم والحمص ومن ثم يتم طبخها جيدا مع المرقة.
- محشي ورق السلق: يسلق ورق السلق ويلف مع الأرز أو الأرز واللحم.
- محشي اليبرق (ورق العنب): يسلق ورق العنب ويحشى بالأرز أو الأرز واللحم.
- محشي ورق الملفوف: يسلق الملفوف ويحشى بالأرز ويطبخ مع قطع الجزر وقطع البطاطا.
- محشي الفليفلة بأنواعها: تحشى الفليفلة بأنواعها أما منفردة أو مدموجة مع باقي أصناف المحاشي.
- محشي بالبرغل مع حب الحمص والخضار: يحشى أي نوع من الخضار (حسب الرغبة) بخلطة البرغل مع الحمص.
- محشي الفريكة باللحم: تحشى الدجاجة أو الخضار بخليط الفريكة واللجم.
- محشي اليقطين.

## قبوات
القبوات هي التسمية الحلبية لأمعاء الخروف الفارغة (وتنسى فوارغ في مناطق أخرى من بلاد الشام. تحشى بالأرز والتوابل والقلوبات، وتعتبر من أكثر أنواع المحاشي شهرة وشعبية.

### طريقة تحضيرها
فيما يلي المقادير المطلوبة لأربع قبوات:
- قبوات
- 2 كاسة رز
- 2 كيلو لحم خاروف مفروم
- 1/2 كاسة سمنة
- 1/2 ملعقة صغيرة السبع بهارات
- ملعقة صغيرة ملح
- 1/2 ملعقة صغيرة فلفل
- 1/2 ملعقة صغيرة قرفة
- 1/2 ملعقة صغيرة هيل
- 4 ملاعق كبيرة ماء
- ملح/فلفل حسب الرغبة
- 2 ورق غار

#### التحضير
أولا يجهز الأرز (غسل وتصفية) ثم يضاف إليه اللحم المفروم والسمن ويتبل بالقرفة والملح والفلفل والسبع بهارات، ثم نثوم على إضافة الماء ونقلب جيدا، ثم يترك الأرز لمدة ساعة حتى يتشرب الماء والنكهة والبهارات، ثم نقوم بحشو القبوات بخلطة الأرز التي تم تحضيرها (نحشوها لربعها) تم نقوم بإغلاقها عن طريق الخيط والإبرة، ثم في قدر على النار توضع القباوات ويضاف إليها الماء ليغمرها، ثم تزال الزفرة والرغاوي من على وجه الماء، ثم يعاد تتبيلها بالملح والفلفل والهيل وورق الغار، ومن ثم تقدم القبوات مع المرقة.

## مقادم
- وهي عبارة عن أقدام الخروف.، يتم أيضا تجهيزيها وحشوها بالأرز (مع البازلاء والزر ) أو عن طريف الأرز المخلوط مع اللحم، هناك من يقوم على شوائها وهناك من يقوم على غمرها بالمرقة وتقديمها مع مرقتها

## السلطات
- سلطة ست كليلة
- تبولة: السلطة المشهورة في جميع بلاد الشام التي تتكون من البقدونس والبرغل بشكل رئيسي
- فتوش: تتكون من الخبز المحمص والبصل والطماطم ودبس الرمان
- البواز

## مأكولات متنوعة

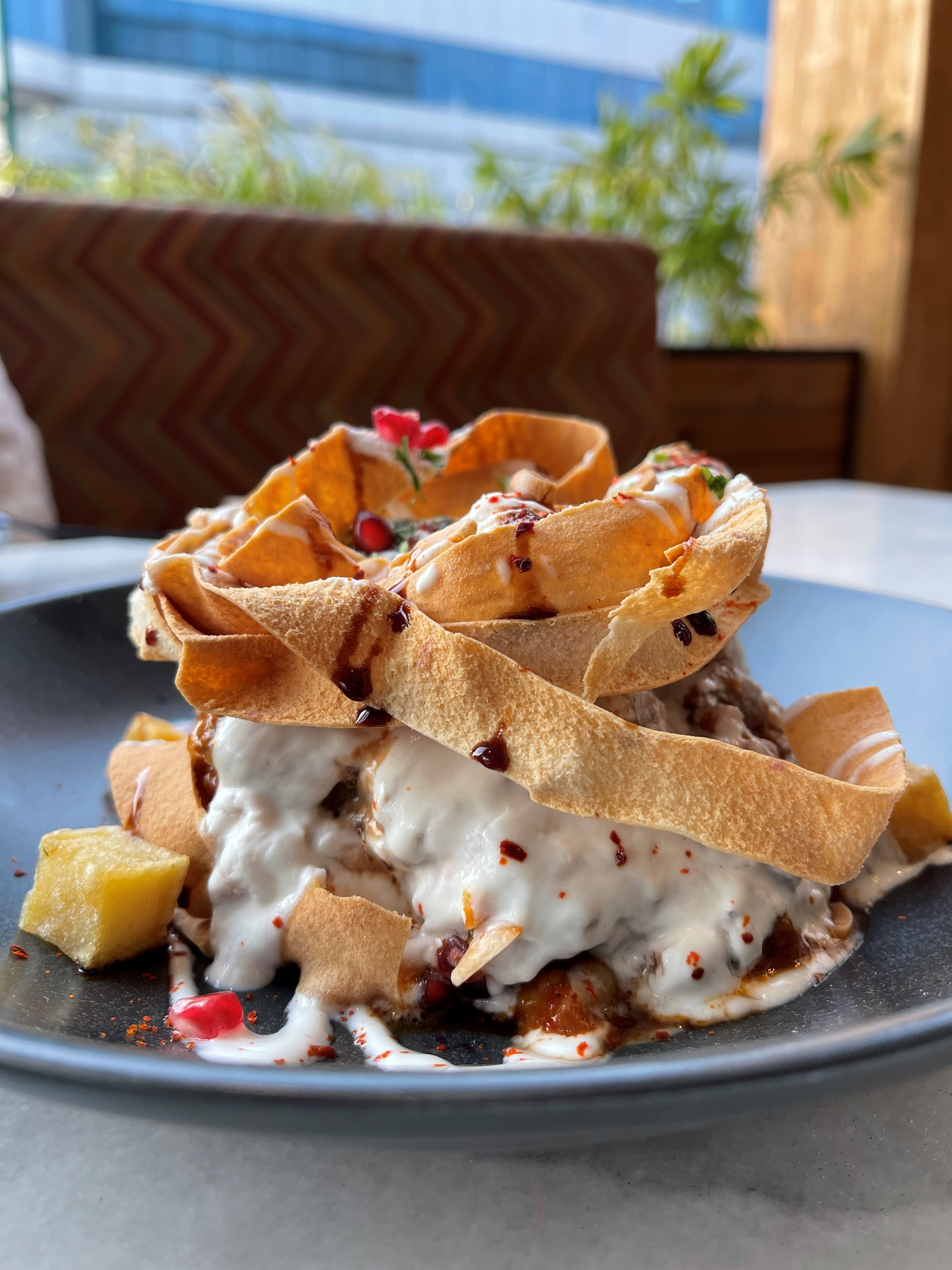
فتة الباذنجان

يبرق وهو ورق العنب محشي بالرز واللحم
- يالنجي وهو ورق العنب محشي بالبرغل ومطبوخ بزيت الزيتون مع الخضار
- نقانق (وتعرف في حلب بالصاصيجو)
- فتة بأنواعها (فتة الحمص، فتة الباذنجان)
- مقلوبة الباذنجان
- المناقيش (الزيت والزعتر والجبن)
- المعجنات
- المحمرة (صلصة)

## المربى والفواكه المجففة

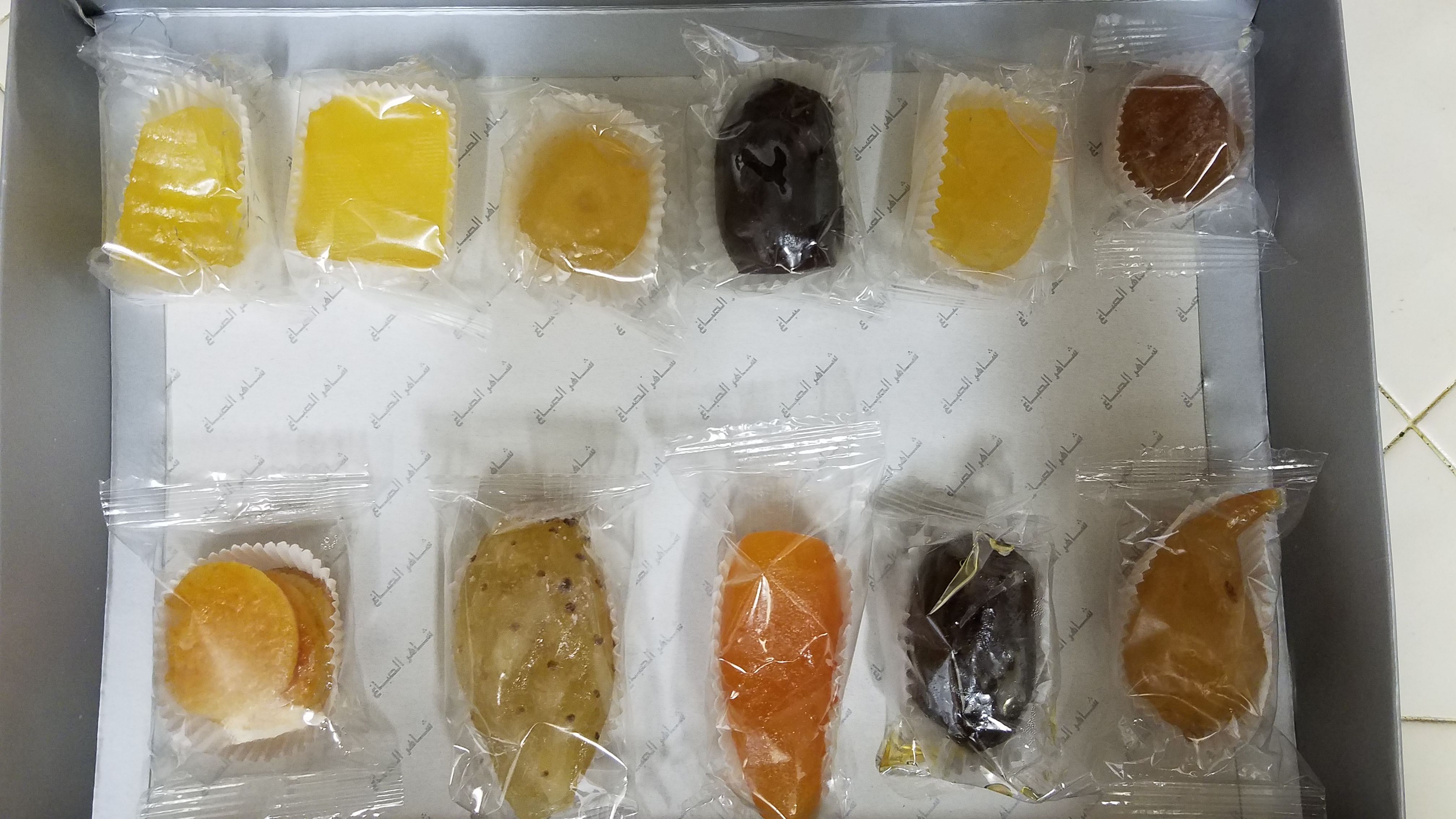
الفواكه المحفوظة هي إحدى ميزات فن الطعام الحلبي. في الصورة مربى باذنجان وقرع وتين وصبار وكباد وأصناف أخرى يختص بها المطبخ الحلبي.

من المربيات غير التقليدية التي تختص بها مدينة حلب:
- مربى القرع
- مربى الباذنجان
- مربى الجوز
- مربى الورد
- مربى الكباد أو الأترج
- التين المجفف
- القرع المجفف
- صبار مجفف
- باذنجان مجفف
- برتقال مجفف
- كرز مجفف
- مشمش مجفف
- خوخ مجفف
- الليمون المجفف
- جوافة مجففة
- عنب مجفف ( الأسود والأخضر)

## اقرأ أيضا
كبة لبنية
كبة مشوية
مطبخ سوري
مطبخ أردني
مطبخ تركي
مطبخ فلسطيني
منسف
كبسة
مقلوبة
كبة
كبة نيئة